# Реструктуризація боргу України (2015)
Реструктуризація боргу України — комплекс заходів, проведених Урядом України та комітетом кредиторів України, направлених на зменшення боргового тиску на економіку України та ризиків виникнення дефолту. В результаті проведених Урядом України та особисто міністром фінансів України Наталією Яресько переговорів з клубом кредиторів України, які відбувались з березня 2015 року і завершились 27 серпня 2015 року, була досягнута згода про реструктуризація боргу України. Угода передбачає списання 20 % боргу та подовження на чотири роки терміну погашення українських єврооблігацій. Підготовлена угода була одноголосно підтримана Кабінетом міністрів України. 17 вересня Верховна Рада України понад 300-ми голосами прийняла передбачений Угодою пакет законів.

## Передумови
Згідно з вітчизняними і іноземними дослідженнями економічно безпечний рівень державного і гарантованого державою боргу для України становить близько 35 % від ВВП. З 2009 року ці борги дійшли свого критичного рівня, на 1 червня 2015 року зовнішній борг сягнув $ 43518,6 млн. Відмінною особливістю цього боргу є його короткотерміновість, що, загалом, створює значне навантаження на фінансову систему країни. Так, в 2015 році Україна мала сплатити 238,819 млрд гривень за всіма видами кредитів, з них в серпні-грудні — 103,52 млрд гривень. Станом на кінець липня 2015 року Україна сплатила за державним боргом 4,2 млрд доларів. При цьому джерелом надходження фінансів для обслуговування боргу значною мірою є нові запозичення, які, не будучи направлені в реальний сектор економіки, лише погіршують фінансовий стан держави.
На момент укладання Угоди основними кредиторами України були компанії: Franklin Advisors Inc., BTG Pactual Europe LLP, TCW Investment Management Co. і T. Rowe Price Associates Inc., які володіли бондами України на суму $ 9 млрд. Ще $ 3 млрд становили фінансові зобов'язання перед Росією, які виникли в результаті фінансування останньою режиму Януковича в грудні 2013 року («Борг Януковича»).

## Положення угоди
Відповідно до досягнутих з клубом кредиторів домовленостей, Угода передбачає негайне списання 20 % основного боргу України (близько $3,6-3,8 млрд), що зменшує гарантований борг з приблизно $19,3 млрд до $15,5 млрд. При цьому за цінними паперами має бути підвищено середньозважену купонну ставку з 7,22 % до 7,75 % річних. Також встановлено відтермінування погашення єврооблігацій на 4 роки — з 2015—2023 рр. до 2019—2027 рр., за ці 4 роки Україна мала б сплатити за кредитами біля $ 15 млрд.
У рамках Угоди передбачається випуск 20-річних інструментів відновлення вартості (value recovery instruments, VRI). Суми виплати за ними будуть визначатись залежно від динаміки зростання ВВП України. При темпах зростання до 3 % на рік — виплати нульові, від 3 % до 4 % — 15 % від приросту ВВП понад 3 %, від 4 % зростання — 40 % вартості від кожного відсотка зростання. VRI діятиме лише після того, як ВВП України сягне $125,4 млрд (за прогнозами МВФ в 2015 ВВП України становитиме $84,3 млрд). В 2021—2025 рр. виплати за VRI будуть обмежені 1 % ВВП.

## Сприяння укладанню Угоди
В середині серпня 2015 року за часткове списання міжнародними кредиторами державного боргу України виступив інвестор Джордж Сорос. Він вважає, що це дозволить Україні швидше відновити свою економіку і повернутися на ринок запозичень.
27 серпня своє вдоволення щодо укладеної Угоди висловила Директор-Розпорядник МВФ Крістін Лагард, Президент Європейської Ради Дональд Туск, Міністр фінансів США Джейкоб Лью, Міністр закордонних справ Німеччини Франк Штайнмайєр.
17 вересня, після прийняття Верховною Радою необхідних для дії Угоди законів, Міжнародний валютний фонд привітав рішення українського парламенту.

## Протидія укладанню угоди. Особлива позиція Росії
Росія, яка в кінці 2013 року придбала євробонди України задля підтримки режиму Януковича на $ 3 млрд («борг Януковича»), і очікувала їх погашення в грудні 2015 року, відмовилась брати участь у процедурі реструктуризації українського боргу, хоча Україна пропонувала Росії ті ж умови реструктуризації боргу, що й іншим кредиторам. З приводу відмови Росії міністр фінансів України Наталія Яресько заявила, що Росія не може вимагати для себе кращі умови, ніж інші кредитори, тому що українські єврооблігації на $ 3 млрд, які придбала Росія, не є кредитом від російського уряду — Росія може їх продати, або вже продала.
16 листопада 2015 року, після декількох ультиматумів Уряду України, Путін заявив, що Росія погоджується на відтермінування платежів за російською частиною боргу та перенесенням платежів з 2015 на 2016—2018 роки.

## Пов'язані події
8 грудня 2015 року МВФ змінив правила кредитування, щоб дозволити кредитувати країни, які не погасили офіційні кредити. Зокрема, ця зміна дозволить МВФ продовжити програму кредитування Україні, незважаючи на непогашення Росії платежу за боргом у $3 млрд («борг Януковича»).
16 грудня 2015 року Рада директорів МВФ визнала борг України перед Росією за євробондами у $3 млрд як офіційний (суверенний). Натомість Україна вважає цей борг комерційним і готова доводити свою позицію у суді. Питання було винесене на розгляд МВФ за ініціативою Росії і розглядалося за спрощеною процедурою. Як очікується, визнання офіційного статусу боргу жодним чином не вплине на рівень відносин між Україною та ЄС.
18 грудня 2015 Уряд України ввів мораторій на виплату $3.057 млн російських бондів. Окремо і додатково ведено мораторій на виплату $507 млн, які українські компанії «ДКБ Південне» і «Укравтодор» мали сплатити як боргові зобов'язання перед російськими банками.

## Економічні наслідки
З урахуванням оголошених 27 серпня положень Угоди з кредиторами про реструктуризацію боргу міжнародне рейтингове агентство Fitch Ratings знизило рейтинг дефолту емітента за зобов'язаннями в іноземній валюті з «СС» (Емітент зазнає труднощів з виплатами) до «С» (Зазвичай неплатоспроможні компанії), тобто рейтинг України погіршився на 1 позицію.